# Francis Leavenworth
Francis Preserved Leavenworth (Mount Vernon (Indiana), 3 settembre 1858 – Mount Vernon (Indiana), 12 novembre 1928) è stato un astronomo statunitense.

## Biografia
Assieme a Frank Muller e Ormond Stone ha scoperto numerosi oggetti celesti poi inclusi nel New General Catalogue, utilizzando il telescopio da 66 cm di apertura in dotazione all'osservatorio McCormick dell'Università della Virginia a Charlottesville.
Divenne membro della Camden Astronomical Society poco dopo la sua fondazione nel 1888.
Nel 1909 entrò a far parte della Society for Practical Astronomy di Frederick C. Leonard